# Mocassin

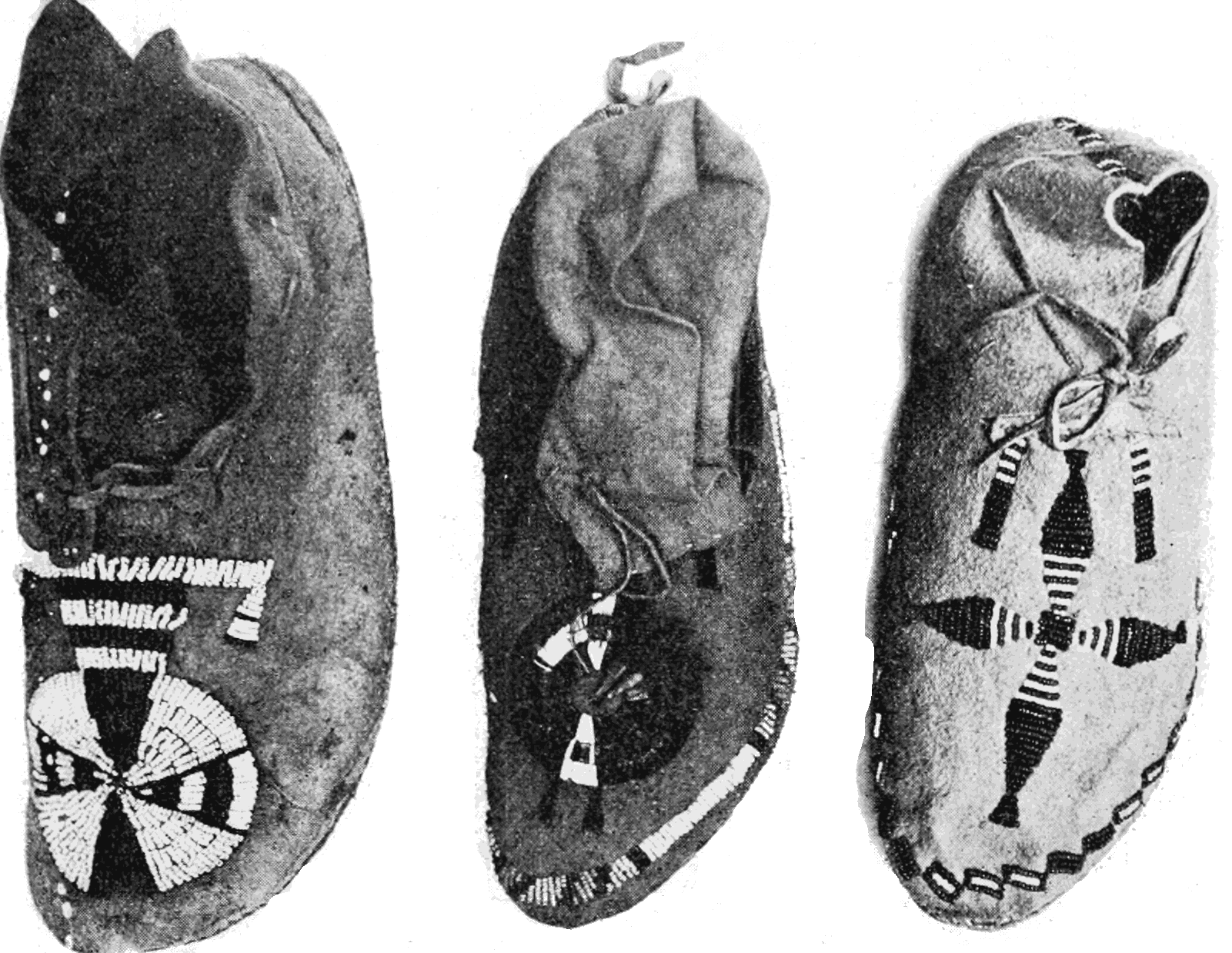
Mocassins van (van links naar rechts) Shoshone, Sioux en Arapaho

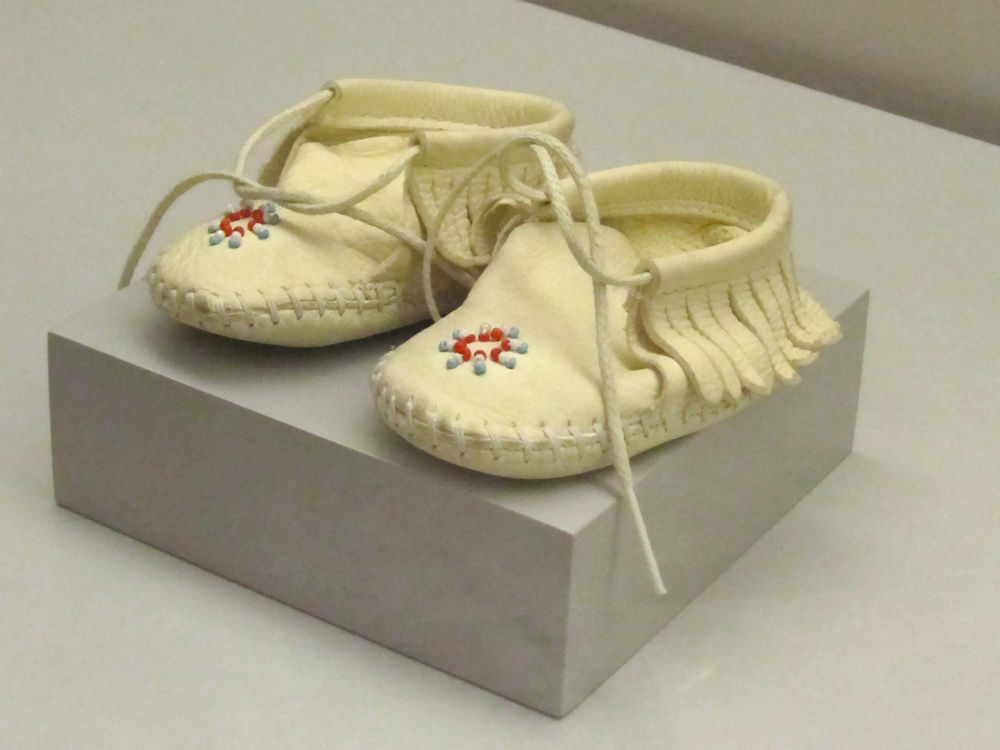
Mocassins in het Museo de América in Madrid

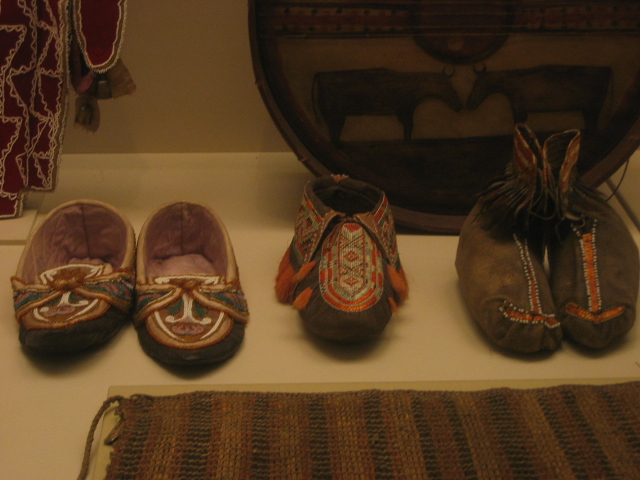
Mocassins in het British Museum

De mocassin (Engels: moccasin) is schoeisel dat traditioneel gedragen wordt door de inheemse volkeren van Noord-Amerika (de indianen). Mocassins werden ook veel gedragen door de pelsjagers, handelaren en kolonisten die vanuit Europa naar Noord-Amerika kwamen. De mocassin werd ook weer terug naar Europa gebracht, waar hij (in aangepaste vorm) een modieuze vrijetijdsschoen werd.
Mocassins geven de drager bescherming maar de zachte zool maakt het tegelijkertijd mogelijk om de ondergrond te voelen, wat ze zeer geschikt maakte voor jacht in een bosachtige omgeving. De volkeren van de Great Plains gebruikten vaak harde zolen om beter bescherming te bieden tegen een rotsachtige ondergrond en cactussen. Omdat de mocassins zo licht zijn, maken ze het mogelijk voor de drager om zich bijna geluidloos voort te bewegen.
De mocassins bedekken de gehele voet en reiken meestal tot aan de enkel, soms zelfs tot laarshoogte. Een mocassin wordt gemaakt van zacht leer, zoals de huid van een hert of bizon. De zool en zijkanten worden van één stuk leer gemaakt. De zijkanten worden bovenaan vastgenaaid met pezen, soms met een extra stuk leer aan de bovenkant. Soms wordt konijnen- of schapenvacht aan de mocassin bevestigd voor extra warmte. De bovenkant van de mocassin is vaak rijk versierd met borduursel, kralen of beschildering. Deze versiering heeft vaak een symbolische betekenis met het doel de drager geestelijke bescherming te geven. De symbolen wijzen in de richting van de drager.
De mocassin is een van de oudste soorten schoeisel van de mensheid. In 2006 vonden archeologen een 1400 jaar oude mocassin in Yukon in Noord-Canada.
Elk volk heeft zijn eigen kenmerkende mocassinstijl. Het woord "mocassin" is afgeleid van het Powhatan-woord makasin. In andere Algonkische talen worden vergelijkbare benamingen gebruikt, zoals mohkisson/mokussin in Massachusett, makizin in Ojibwe en m'kusun in Mi'kmaq. De Inuit droegen geen mocassins maar mukluks, laarzen van zeehonden- of rendierhuid.